# Chuck Mosley
Charles Henry Mosley III (Los Angeles, 26 de dezembro de 1959 - 9 de novembro de 2017), mais conhecido pelo nome artístico de Chuck Mosley, foi um cantor e compositor estadunidense, conhecido por ter sido o primeiro vocalista da banda de rock Faith No More. Ele deixou o grupo em 1989 por conflitos internos, depois de ter participação nos dois primeiros albuns da banda, We Care a Lot e Introduce Yourself.

## Morte
Na tarde de 9 de novembro de 2017, Mosley, foi encontrado morto por sua namorada Pip Logan e seu amigo no chão da sala de sua casa em Cleveland. Muitas drogas foram encontradas no local, com a polícia suspeitando que a causa da morte foi por overdose de heroína.

## Discografia
Faith No More
- We Care a Lot (1985)
- Introduce Yourself (1987)

Cement
- Cement (1993)
- Man with the Action Hair (1994)

Solo
- Will Rap Over Hard Rock for Food (2009)